# Río Pequeño Colorado
El río Pequeño Colorado (en inglés: Little Colorado River; antiguamente en español: río Colorado Chiquito) es un río del estado de Arizona (Estados Unidos) que fluye en dirección noroeste hasta desaguar en el río Colorado, poco antes de que este llegue al Gran Cañón.
El río Pequeño Colorado provee el principal drenaje de la región del desierto Pintado. Junto a su mayor tributario, el río Puerco, drena un área de unos 69 000 km² del este de Arizona y el oeste de Nuevo México. Este tributario del río Colorado recorre unos 507 km de longitud, pero al tratarse de un río que pasa por el desierto, su caudal es por lo general de menos de 11 m³/s, y puede variar significativamente durante el año.

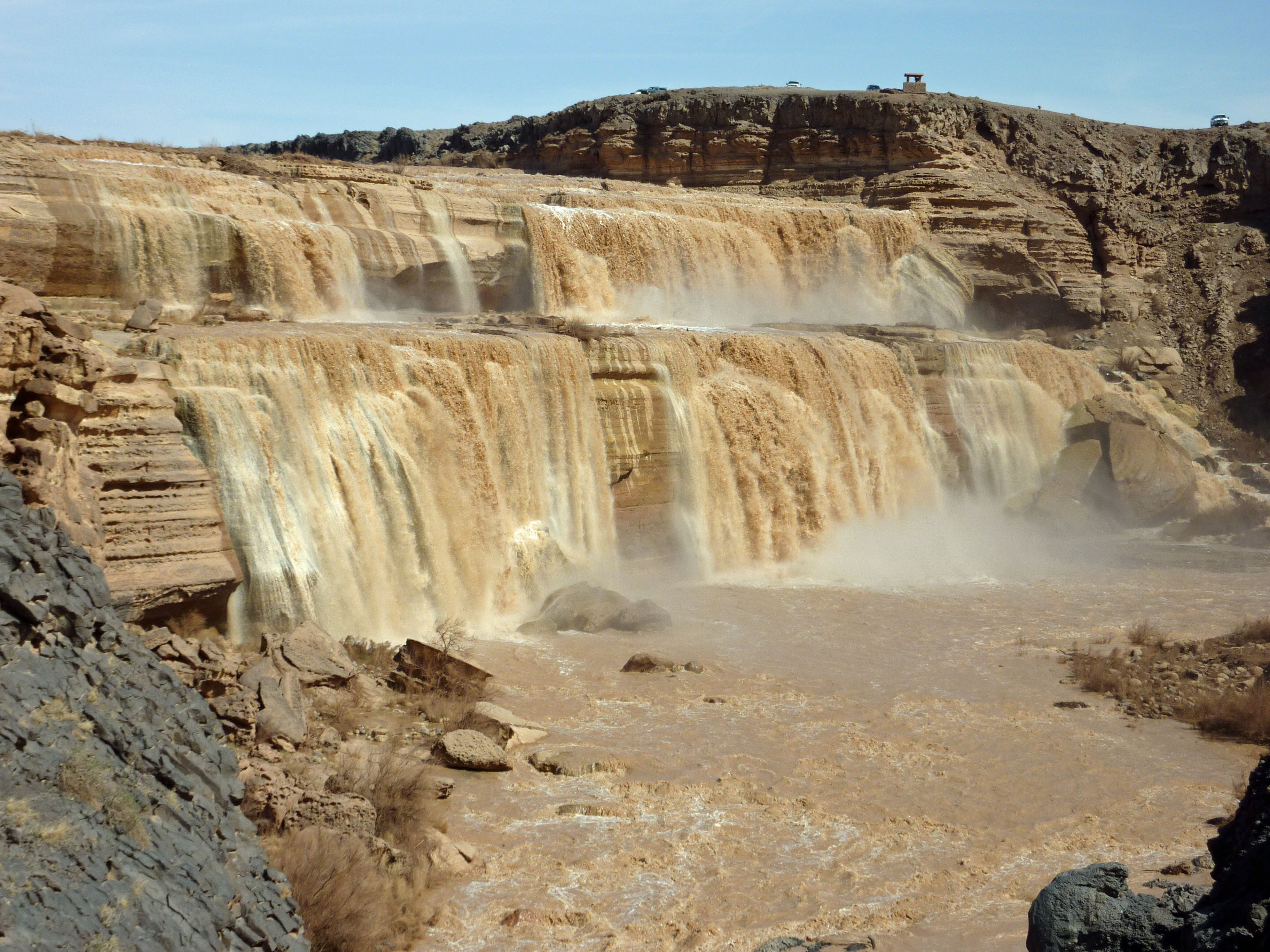
Cataratas en el río Pequeño Colorado
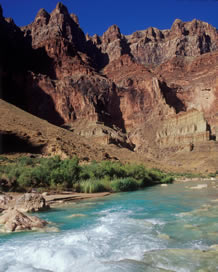
Río Pequeño Colorado
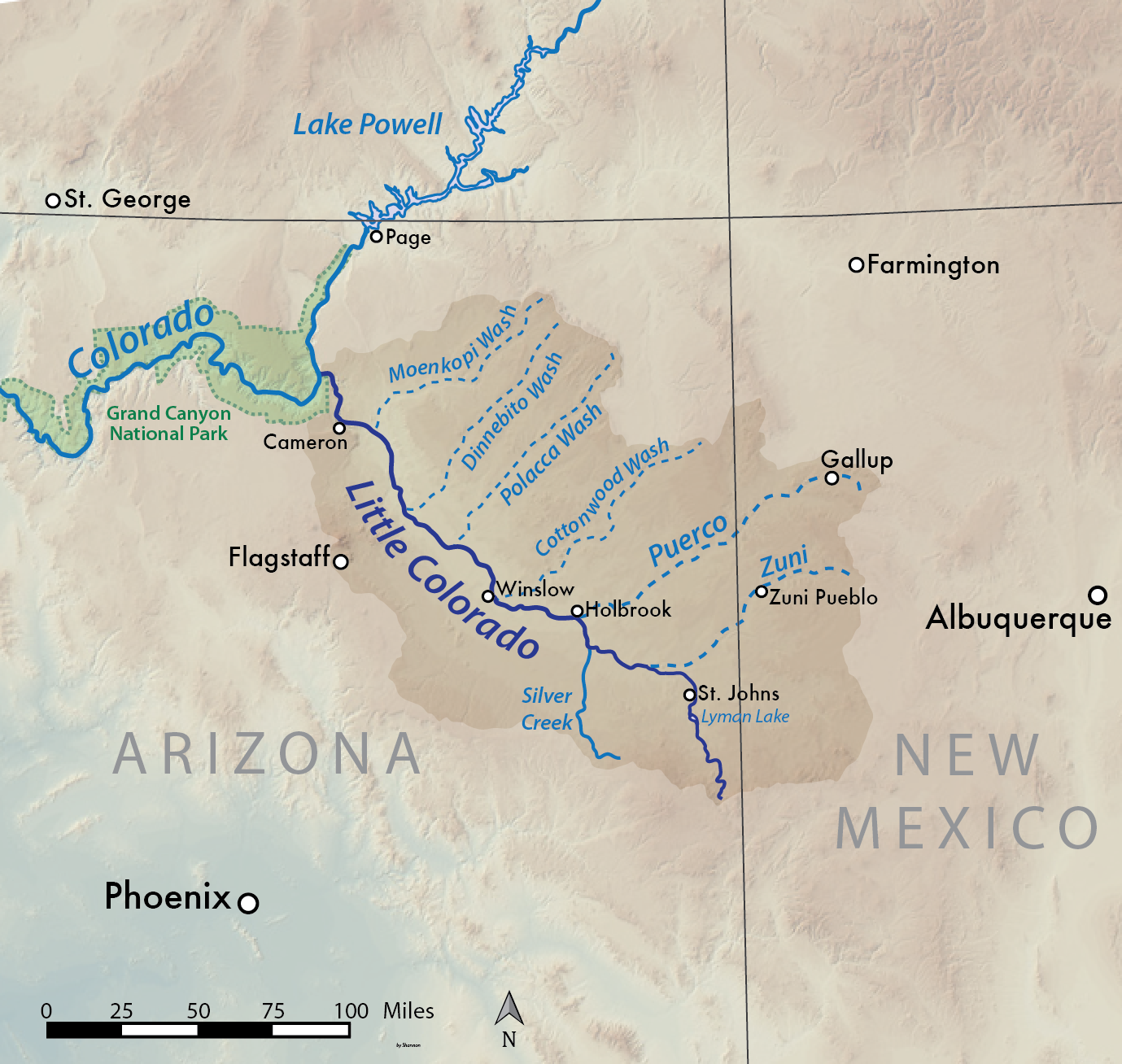
Mapa del río Pequeño Colorado
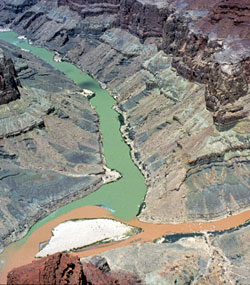
Confluencia de los ríos Pequeño Colorado y Colorado